# Клара Петерс
Кла́ра Пе́терс (нід. Clara Peeters; 1594–1657) — нідерландська художниця, майстер натюрмортів.

## Життєпис
За припущеннями, народилась в місті Антверпен, герцогство Брабант, Південні Нідерланди(нині Бельгія). Знайдені свідоцтва про її хрещення в Антверпені у 1594 році. Походила з заможної родини, бо робила натюрморти з зображеннями коштовного посуду (золоті келихи, порцеляна, коштовні келихи зі скла, недешеві сири та випічка). Найбільш ранній твір Клари датований 1607 роком.
Не збережено свідоцтв про роки її навчання та її вчителя. Бо частка документів про Гільдію святого Луки у Антверпені була втрачена. Клара Петерс не мала власного історіографа і багато сторінок її життя залишились невідомими.
Одружилася у Антверпені у 1639 році. Її доля — доля типової емігрантки, що перебралася з підіспанських Південних Нідерландів у Голландію, мешкала і працювала у містах Амстердам і Гаага. Працювати почала ще у Антверпені, а продовжила — вже в Голландії. Її останній натюрморт датовано 1657 роком. Точна дата смерті не встановлена, умовно беруть 1657 рік чи одразу після нього.
Належала до призабутих майстрів першої половини XVII століття і через значну кількість художників в цю пору, і через жіночу стать, бо зацікавленості в жінках художницях не було через значну конкуренцію серед нідерландських митців. Часто її твори відносили до творчості інших майстрів на кшталт фламандця Осіаса Беерта старшого (через помилково прочитаний підпис чи через помилково трактований стиль).

## Вибрані твори

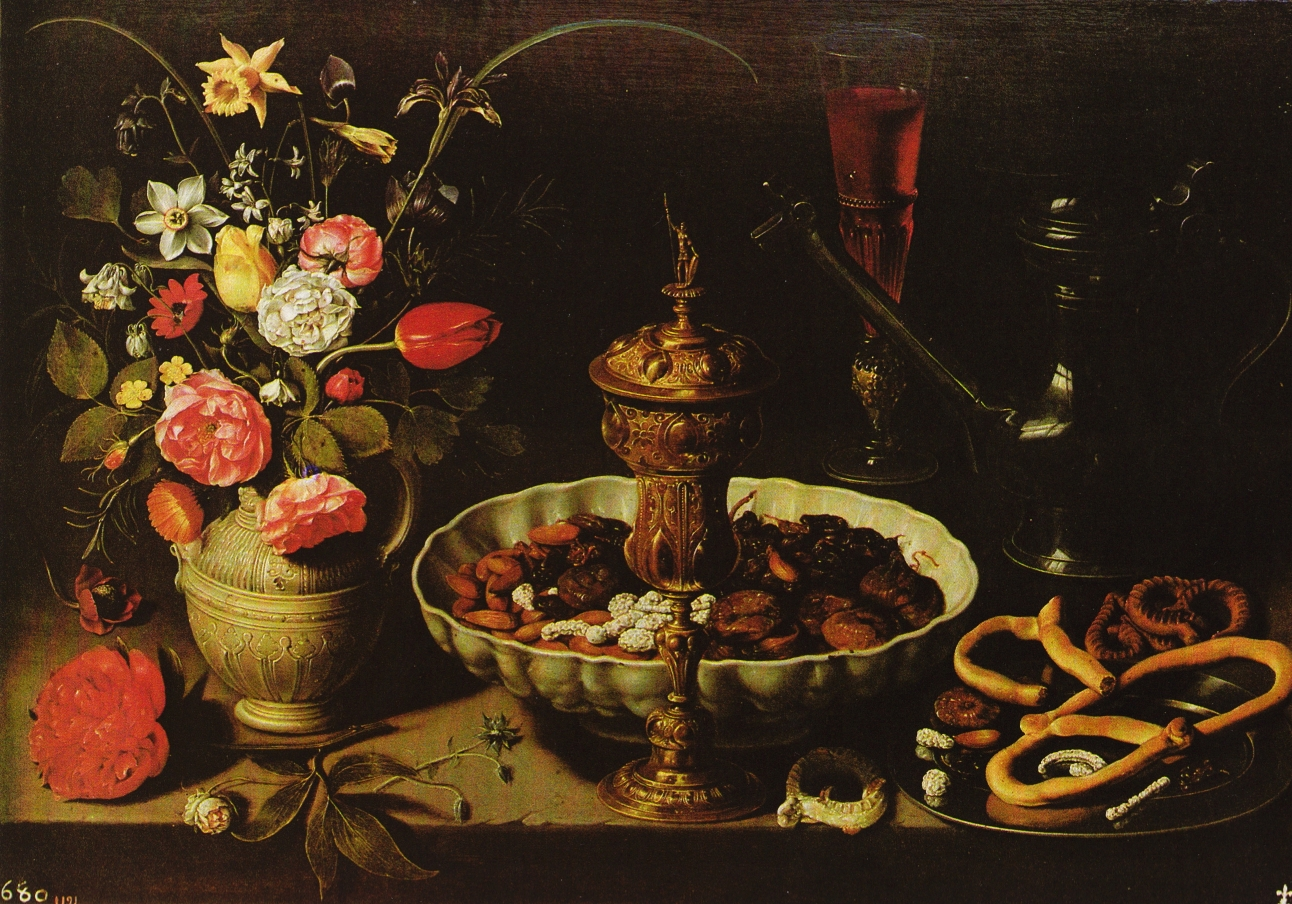
« Натюрморт з квітами і золотим келихом», 1611, Прадо, Мадрид

- «Натюрморт», 1608, Амстердам, прив.збірка
- « Натюрморт з квітами і фруктами», 1608, Ашмолеан музей, Оксфорд, Велика Британія
- « Натюрморт з квітами і золотим келихом», 1611, Прадо, Мадрид
- « Натюрморт з родзинками», 1611, Прадо, Мадрид
- " Натюрморт з рибою ", 1611, Прадо, Мадрид
- « Натюрморт з квітами», 1612, прив. збірка
- « Квіти в скляній вазі», 1615, Пассадена, США
- « Натюрморт з рибою, устрицями та креветками»
- « Натюрморт з венеціанським склом, скляним келихом Рьомер та свічкою», Гаага.
- «Сніданок», Полтавський художній музей ім.Ярошенко, Полтава, Україна
- « Натюрморт з сирами, артішоком і вишнями», Лос-Анжелес, США
- " Автопортрет в картині «Манота мартнот»
- « Натюрморт з сирами та випічкою», Амстердам, прив.збірка
- « Натюрморт з квітами», Кунстхалле, Карлсруе, Німеччнина
- « Марнота марнот», 1640, прив. збірка
- « Натюрморт з оливками», 1640, Прадо, Мадрид
- « Натюрморт з котом і рибами», Вашингтон, США

## Галерея

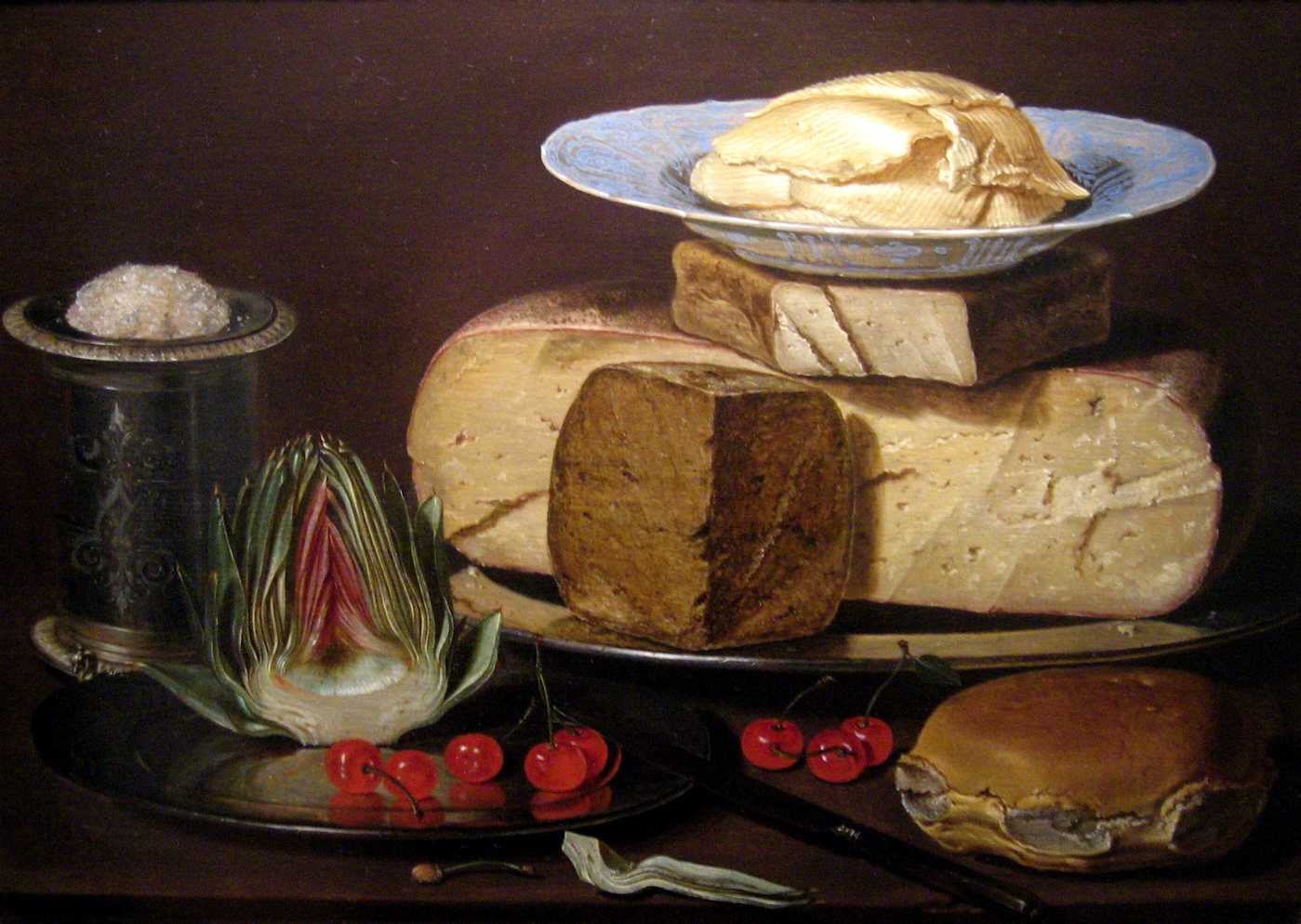
« Натюрморт з сирами, артишоком і вишнями», Лос-Анжелес, США

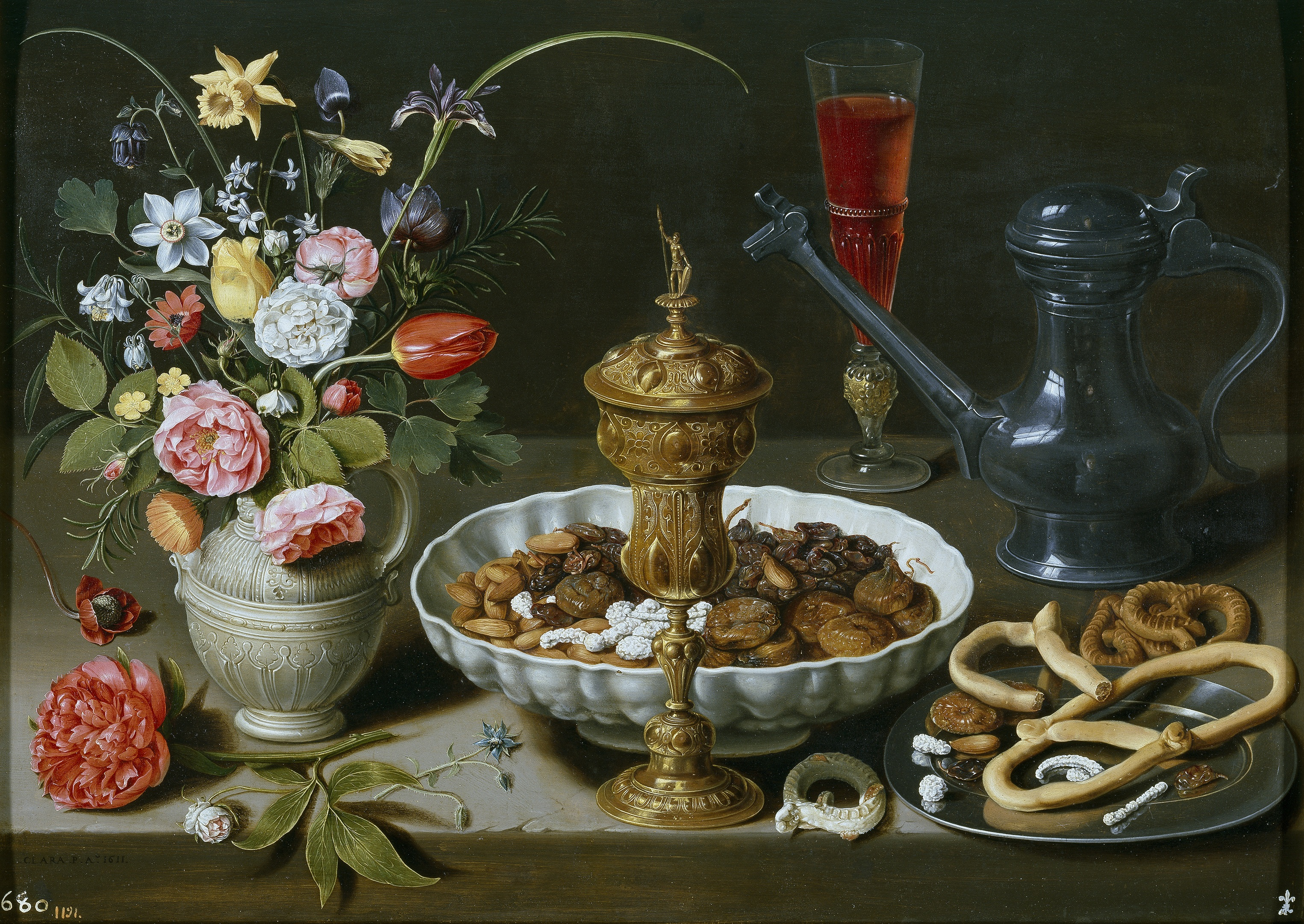
«Натюрморт з квітами і горіхами»
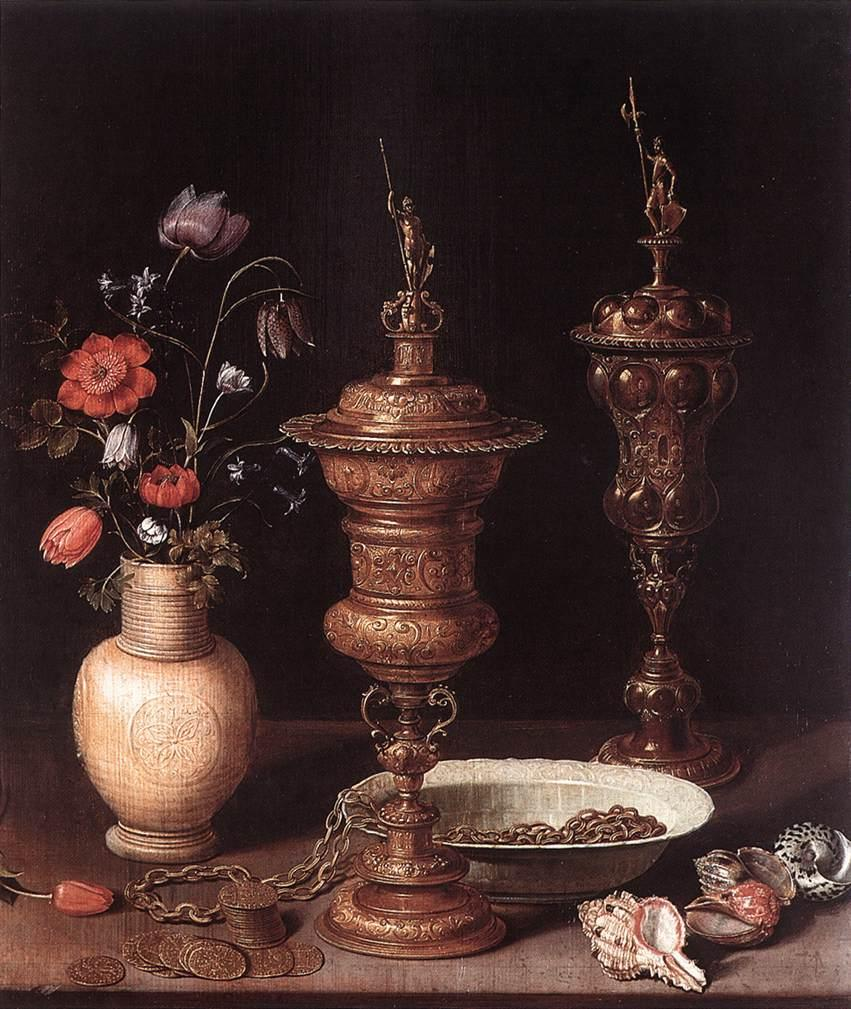
«Натюрморт з квітами і золоченими келихами»